# おうし座10番星
おうし座10番星（おうしざ10ばんせい、10 Tauri、10 Tau）は、おうし座にある恒星である。太陽からの距離が近く、遠赤外線での超過が検出されているので、「系外黄道光」を調べる上で重要な目標天体の一つとなっている。

## 特徴
おうし座10番星は、見かけの等級が4.29で、肉眼でみることができる。年周視差の測定から計算した太陽からの距離は、約45.5光年である。視線速度は約28km/sで、太陽からは遠ざかっており、距離が近いこともあって固有運動は大きい。
| 太陽 | おうし座10番星 |
| ---- | -------------- |
| 太陽 | Exoplanet      |

おうし座10番星は、F型の主系列星または準巨星で、スペクトル型はF9 IV-Vと分類される。質量は太陽の1.14倍、半径は太陽の1.6倍と推定される。光度は太陽の3倍程度で、表面温度は約5,997Kと推定される。年齢はおよそ67億年、自転周期は18日とみられる。
おうし座10番星では、IRAS、赤外線宇宙天文台、スピッツァー宇宙望遠鏡、ハーシェル宇宙天文台の観測で、遠赤外線での赤外超過が検出されている。視線速度の安定性から、赤外線源は低温の伴天体とは考えられず、周囲に残骸円盤が存在するものと考えられる。

## その他
おうし座10番星は、現存しない星座のジョージのこと座に含まれており、ジョージのこと座を設定したヘルやボーデは、ジョージのこと座γ星としていた。おうし座10番星は、ジョージのこと座中で最も明るく見える恒星だった。
日本ではおうし座10番星は、渋川春海が設定した「大炊」という星座を、くじら座94番星、エリダヌス座17番星、エリダヌス座22番星、エリダヌス座30番星、エリダヌス座32番星、おうし座ν星、おうし座30番星と共に形成する。